# Campionatul Mondial de Fotbal 1970
Campionatul Mondial de Fotbal 1970 a fost cea de-a noua ediție a celei mai importante competiții la care participă echipe naționale de fotbal din toată lumea, ediție ce s-a desfășurat în Mexic, care a fost aleasă drept țară gazdă de către FIFA în octombrie 1964.
Campionatul Mondial de Fotbal din 1970 a fost primul găzduit de o țară din America de Nord și primul care a fost organizat în afara Europei și a Americii de Sud. Într-un meci în care jucau două campioane mondiale, finala a fost câștigată de echipa Braziliei, care a învins echipa Italiei cu scorul de 4-1. După ce a câștigat a treia oară Campionatul Mondial de Fotbal, Braziliei i-a fost permis să păstreze permanent Trofeul Jules Rimet. 
Echipa braziliană avându-i pe Pelé (care a participat în a patra și ultima finală de Campionat Mondial), Carlos Alberto, Clodoaldo, Gérson, Jairzinho, Rivelino și Tostão este considerată, uneori, echipa cu cel mai bun atac de la un Campionat Mondial de Fotbal. Brazilienii au câștigat toate cele șase meciuri din drumul spre titlu, precum și cele șase meciuri de calificare din drumul spre Mexic.
La acest turneu, multe echipe s-au reîntors la jocul care curge liber, jocul pe atac, după „luptele fizice” epuizante din campionatele mondiale ale anilor 1962 și 1966, fiind astfel considerat de fani ca unul dintre cele mai bune turnee din istorie.

## Mascota
Mascota oficială a acestui Campionat Mondial a fost Juanito, un băiat care poartă echipamentul Mexicului și un sombrero.

## Stadioane
Cinci orașe au găzduit turneul:
| Guadalajara     | León             | Mexico City    | Puebla             | Toluca             |
| --------------- | ---------------- | -------------- | ------------------ | ------------------ |
| Estadio Jalisco | Estadio Nou Camp | Estadio Azteca | Estadio Cuauhtémoc | Estadio Luis Dosal |
| \|              |                  |                |                    |                    |

## Echipe calificate
Europa
- Anglia (campioana mondială din 1966)
- Italia
- Germania de Vest
- România
- Uniunea Sovietică
- Bulgaria
- Suedia
- Belgia
- Cehoslovacia

America de Nord, Centrală și Caraibele
- Mexic (țara organizatoare)
- El Salvador

America de Sud
- Brazilia
- Uruguay
- Peru

Asia
- Israel

Africa
- Maroc

## Arbitri
| Anglia - Jack Taylor Argentina - Angel Norberto Coerezza Austria - Ferdinand Marschall Belgia - Vital Loraux Brazilia - Antônio de Moraês Chile - Rafael Hormázabal Elveția - Rudolf Scheurer Etiopia - Seyoum Tarekegn | Franța - Roger Machin Germania de Est - Rudi Glöckner Germania de Vest - Kurt Tschenscher Israel - Abraham Klein Italia - Antonio Sbardella Mexic - Abel Aguilar Elizalde - Diego De Leo Peru - Arturo Yamasaki Portugalia - Antonio Ribeiro Saldanha | Republica Arabă Unită - Ali Kandil România - Andrei Rădulescu Scoția - Bob Davidson Spania - Ortíz de Mendibil Statele Unite ale Americii - Henry Landauer Țările de Jos - Laurens van Ravens Uniunea Sovietică - Tofik Bakhramov Uruguay - Ramón Barreto |

## Loturi
Pentru o listă cu echipele de la Campionatul Mondial de Fotbal, vedeți Loturile pentru Campionatul Mondial de Fotbal 1970.

## Tragerea la sorți
| Pot 1: Americile                            | Pot 2: Europa I                                                                      | Pot 3: Europa II                            | Pot 4: Restul țărilor                    |
| ------------------------------------------- | ------------------------------------------------------------------------------------ | ------------------------------------------- | ---------------------------------------- |
| - Mexic (Gazda) - Brazilia - Peru - Uruguay | - Anglia (Campionii ediției trecute) - Germania de Vest - Italia - Uniunea Sovietică | - Belgia - Bulgaria - Cehoslovacia - Suedia | - Israel - Maroc - România - El Salvador |

## Rezultate

### Faza grupelor

#### Grupa 1
| Echipa            | M | C | E | P | GM | GP | G  | Pct |
| ----------------- | - | - | - | - | -- | -- | -- | --- |
| Uniunea Sovietică | 3 | 2 | 1 | 0 | 6  | 1  | +5 | 5   |
| Mexic             | 3 | 2 | 1 | 0 | 5  | 0  | +5 | 5   |
| Belgia            | 3 | 1 | 0 | 2 | 4  | 5  | −1 | 2   |
| El Salvador       | 3 | 0 | 0 | 3 | 0  | 9  | −9 | 0   |

| Mexic | 0 – 0   | Uniunea Sovietică |
| ----- | ------- | ----------------- |
|       | Cronică |                   |

| Belgia                               | 3 – 0   | El Salvador |
| ------------------------------------ | ------- | ----------- |
| Van Moer 12', 54' Lambert 76' (pen.) | Cronică |             |

| Uniunea Sovietică                               | 4 – 1   | Belgia      |
| ----------------------------------------------- | ------- | ----------- |
| Byshovets 14', 63' Asatiani 57' Khmelnitsky 76' | Cronică | Lambert 86' |

| Mexic                                       | 4 – 0   | El Salvador |
| ------------------------------------------- | ------- | ----------- |
| Valdivia 45', 46' Fragoso 58' Basaguren 83' | Cronică |             |

| Uniunea Sovietică  | 2 – 0   | El Salvador |
| ------------------ | ------- | ----------- |
| Byshovets 51', 74' | Cronică |             |

| Mexic           | 1 – 0   | Belgia |
| --------------- | ------- | ------ |
| Peña 14' (pen.) | Cronică |        |

#### Grupa 2
| Echipa  | M | C | E | P | GM | GP | G  | Pct |
| ------- | - | - | - | - | -- | -- | -- | --- |
| Italia  | 3 | 1 | 2 | 0 | 1  | 0  | +1 | 4   |
| Uruguay | 3 | 1 | 1 | 1 | 2  | 1  | +1 | 3   |
| Suedia  | 3 | 1 | 1 | 1 | 2  | 2  | 0  | 3   |
| Israel  | 3 | 0 | 2 | 1 | 1  | 3  | −2 | 2   |

| Uruguay                | 2 – 0   | Israel |
| ---------------------- | ------- | ------ |
| Maneiro 23' Mujica 50' | Cronică |        |

| Italia         | 1 – 0   | Suedia |
| -------------- | ------- | ------ |
| Domenghini 10' | Cronică |        |

| Uruguay | 0 – 0   | Italia |
| ------- | ------- | ------ |
|         | Cronică |        |

| Israel       | 1 – 1   | Suedia       |
| ------------ | ------- | ------------ |
| Spiegler 56' | Cronică | Turesson 53' |

| Suedia    | 1 – 0   | Uruguay |
| --------- | ------- | ------- |
| Grahn 90' | Cronică |         |

| Italia | 0 – 0   | Israel |
| ------ | ------- | ------ |
|        | Cronică |        |

#### Grupa 3
| Echipa       | M | C | E | P | GM | GP | G  | Pct |
| ------------ | - | - | - | - | -- | -- | -- | --- |
| Brazilia     | 3 | 3 | 0 | 0 | 8  | 3  | +5 | 6   |
| Anglia       | 3 | 2 | 0 | 1 | 2  | 1  | +1 | 4   |
| România      | 3 | 1 | 0 | 2 | 4  | 5  | −1 | 2   |
| Cehoslovacia | 3 | 0 | 0 | 3 | 2  | 7  | −5 | 0   |

| Anglia    | 1 – 0   | România |
| --------- | ------- | ------- |
| Hurst 65' | Cronică |         |

| Brazilia                                 | 4 – 1   | Cehoslovacia |
| ---------------------------------------- | ------- | ------------ |
| Rivelino 24' Pelé 59' Jairzinho 61', 81' | Cronică | Petráš 11'   |

| România                         | 2 – 1   | Cehoslovacia |
| ------------------------------- | ------- | ------------ |
| Neagu 52' Dumitrache 75' (pen.) | Cronică | Petráš 5'    |

| Brazilia      | 1 – 0   | Anglia |
| ------------- | ------- | ------ |
| Jairzinho 59' | Cronică |        |

| Brazilia                    | 3 – 2   | România                        |
| --------------------------- | ------- | ------------------------------ |
| Pelé 19', 67' Jairzinho 22' | Cronică | Dumitrache 34' Dembrovschi 84' |

| Anglia            | 1 – 0   | Cehoslovacia |
| ----------------- | ------- | ------------ |
| Clarke 50' (pen.) | Cronică |              |

#### Grupa 4
| Echipa           | M | C | E | P | GM | GP | G  | Pct |
| ---------------- | - | - | - | - | -- | -- | -- | --- |
| Germania de Vest | 3 | 3 | 0 | 0 | 10 | 4  | +6 | 6   |
| Peru             | 3 | 2 | 0 | 1 | 7  | 5  | +2 | 4   |
| Bulgaria         | 3 | 0 | 1 | 2 | 5  | 9  | −4 | 1   |
| Maroc            | 3 | 0 | 1 | 2 | 2  | 6  | −4 | 1   |

| Peru                                    | 3 – 2   | Bulgaria                   |
| --------------------------------------- | ------- | -------------------------- |
| Gallardo 50' Chumpitaz 55' Cubillas 73' | Cronică | Dermendzhiev 13' Bonev 49' |

| Germania de Vest      | 2 – 1   | Maroc       |
| --------------------- | ------- | ----------- |
| Seeler 56' Müller 78' | Cronică | Houmane 21' |

| Peru                         | 3 – 0   | Maroc |
| ---------------------------- | ------- | ----- |
| Cubillas 65', 75' Challe 67' | Cronică |       |

| Germania de Vest                                  | 5 – 2   | Bulgaria                |
| ------------------------------------------------- | ------- | ----------------------- |
| Libuda 20' Müller 27', 52' (pen.), 88' Seeler 67' | Cronică | Nikodimov 12' Kolev 89' |

| Germania de Vest     | 3 – 1   | Peru         |
| -------------------- | ------- | ------------ |
| Müller 19', 26', 39' | Cronică | Cubillas 44' |

| Maroc         | 1 – 1   | Bulgaria    |
| ------------- | ------- | ----------- |
| Ghazouani 61' | Cronică | Zhechev 40' |

### Faza eliminatorie
|  | Sferturi de finală        | Sferturi de finală     |                        |                  | Semifinale  | Semifinale  |  |  | Finala                 | Finala |
|  |                           |                        |                        |                  |             |             |  |  |                        |        |
|  | 14 iunie – Mexico City    |                        |                        |                  |             |             |  |  |                        |        |
|  |                           |                        |                        |                  |             |             |  |  |                        |        |
|  | Uniunea Sovietică         | 0                      |                        |                  |             |             |  |  |                        |        |
|  | Uniunea Sovietică         | 0                      | 17 iunie – Guadalajara |                  |             |             |  |  |                        |        |
|  | Uruguay (a.e.t.)          | 1                      |                        |                  |             |             |  |  |                        |        |
|  | Uruguay (a.e.t.)          | 1                      | Uruguay                | 1                |             |             |  |  |                        |        |
|  | 14 iunie – Guadalajara    |                        | Uruguay                | 1                |             |             |  |  |                        |        |
|  |                           | Brazilia               | 3                      |                  |             |             |  |  |                        |        |
|  | Brazilia                  | Brazilia               | 3                      | 4                |             |             |  |  |                        |        |
|  | Brazilia                  |                        | 21 iunie – Mexico City | 4                |             |             |  |  |                        |        |
|  | Peru                      | 2                      |                        |                  |             |             |  |  |                        |        |
|  | Peru                      | 2                      | Brazilia               | 4                |             |             |  |  |                        |        |
|  | 14 iunie – Toluca         |                        | Brazilia               | 4                |             |             |  |  |                        |        |
|  |                           | Italia                 | 1                      |                  |             |             |  |  |                        |        |
|  | Italia                    | Italia                 | 1                      | 4                |             |             |  |  |                        |        |
|  | Italia                    | 17 iunie – Mexico City |                        | 4                |             |             |  |  |                        |        |
|  | Mexic                     | 1                      |                        |                  |             |             |  |  |                        |        |
|  | Mexic                     | 1                      | Italia (a.e.t.)        | 4                | Finala mică | Finala mică |  |  |                        |        |
|  | 14 iunie – León           |                        | Italia (a.e.t.)        | 4                | Finala mică | Finala mică |  |  |                        |        |
|  |                           | Germania de Vest       | 3                      |                  |             |             |  |  |                        |        |
|  | Germania de Vest (a.e.t.) | Germania de Vest       | 3                      | 3                | Uruguay     | 0           |  |  |                        |        |
|  | Germania de Vest (a.e.t.) |                        |                        | 3                | Uruguay     | 0           |  |  |                        |        |
|  | Anglia                    | 2                      |                        | Germania de Vest | 1           |             |  |  |                        |        |
|  | Anglia                    | 2                      |                        |                  | 1           |             |  |  |                        |        |
|  |                           |                        |                        |                  |             |             |  |  | 20 iunie – Mexico City |        |
|  |                           |                        |                        |                  |             |             |  |  |                        |        |

#### Sferturi de finală
| Germania de Vest                       | 3 – 2 (d.p.) | Anglia                 |
| -------------------------------------- | ------------ | ---------------------- |
| Beckenbauer 68' Seeler 76' Müller 108' | Cronică      | Mullery 31' Peters 49' |

| Brazilia                                   | 4 – 2   | Peru                      |
| ------------------------------------------ | ------- | ------------------------- |
| Rivelino 11' Tostão 15', 52' Jairzinho 75' | Cronică | Gallardo 28' Cubillas 70' |

| Italia                                   | 4 – 1   | Mexic        |
| ---------------------------------------- | ------- | ------------ |
| Peña 25' (o.g.) Riva 63', 76' Rivera 70' | Cronică | González 13' |

| Uruguay        | 1 – 0 (d.p.) | Uniunea Sovietică |
| -------------- | ------------ | ----------------- |
| Espárrago 116' | Cronică      |                   |

#### Semifinale
| Brazilia                                 | 3 – 1   | Uruguay     |
| ---------------------------------------- | ------- | ----------- |
| Clodoaldo 44' Jairzinho 76' Rivelino 89' | Cronică | Cubilla 19' |

| Italia                                           | 4 – 3 (d.p.) | Germania de Vest                  |
| ------------------------------------------------ | ------------ | --------------------------------- |
| Boninsegna 8' Burgnich 98' Riva 104' Rivera 111' | Cronică      | Schnellinger 90' Müller 94', 110' |

#### Finala mică
| Germania de Vest | 1 – 0  | Uruguay |
| ---------------- | ------ | ------- |
| Overath 26'      | Report |         |

#### Finala
| Brazilia                                             | 4 – 1  | Italia         |
| ---------------------------------------------------- | ------ | -------------- |
| Pelé 18' Gérson 66' Jairzinho 71' Carlos Alberto 86' | Report | Boninsegna 37' |

| Cupa Mondială 1970            |
| ----------------------------- |
| · Brazilia · Al treilea titlu |

## Cei mai buni marcatori
| 10 goluri - Gerd Müller 7 goluri - Jairzinho 5 goluri - Teófilo Cubillas 4 goluri - Pelé - Anatoliy Byshovets 3 goluri - Rivelino - Uwe Seeler - Luigi Riva 2 goluri - Raoul Lambert - Wilfried Van Moer - Tostão - Ladislav Petráš - Roberto Boninsegna - Gianni Rivera - Javier Valdivia - Alberto Gallardo - Florea Dumitrache | 1 gol - Carlos Alberto - Clodoaldo - Gérson - Hristo Bonev - Dinko Dermendzhiev - Todor Kolev - Asparuh Nikodimov - Dobromir Zhechev - Allan Clarke - Geoff Hurst - Alan Mullery - Martin Peters - Franz Beckenbauer - Reinhard Libuda - Wolfgang Overath - Karl-Heinz Schnellinger - Mordechai Spiegler - Tarcisio Burgnich - Angelo Domenghini | - Maouhoub Ghazouani - Mohammed Houmane - Juan Ignacio Basaguren - Javier Fragoso - José Luis González - Gustavo Peña - Roberto Challe - Héctor Chumpitaz - Emerich Dembrovschi - Alexandru Neagu - Kakhi Asatiani - Vitaly Khmelnitsky - Ove Grahn - Tom Turesson - Luis Cubilla - Víctor Espárrago - Ildo Maneiro - Juan Mujica Autogol - Gustavo Peña (pentru Italia) |